# Javier Mariscal

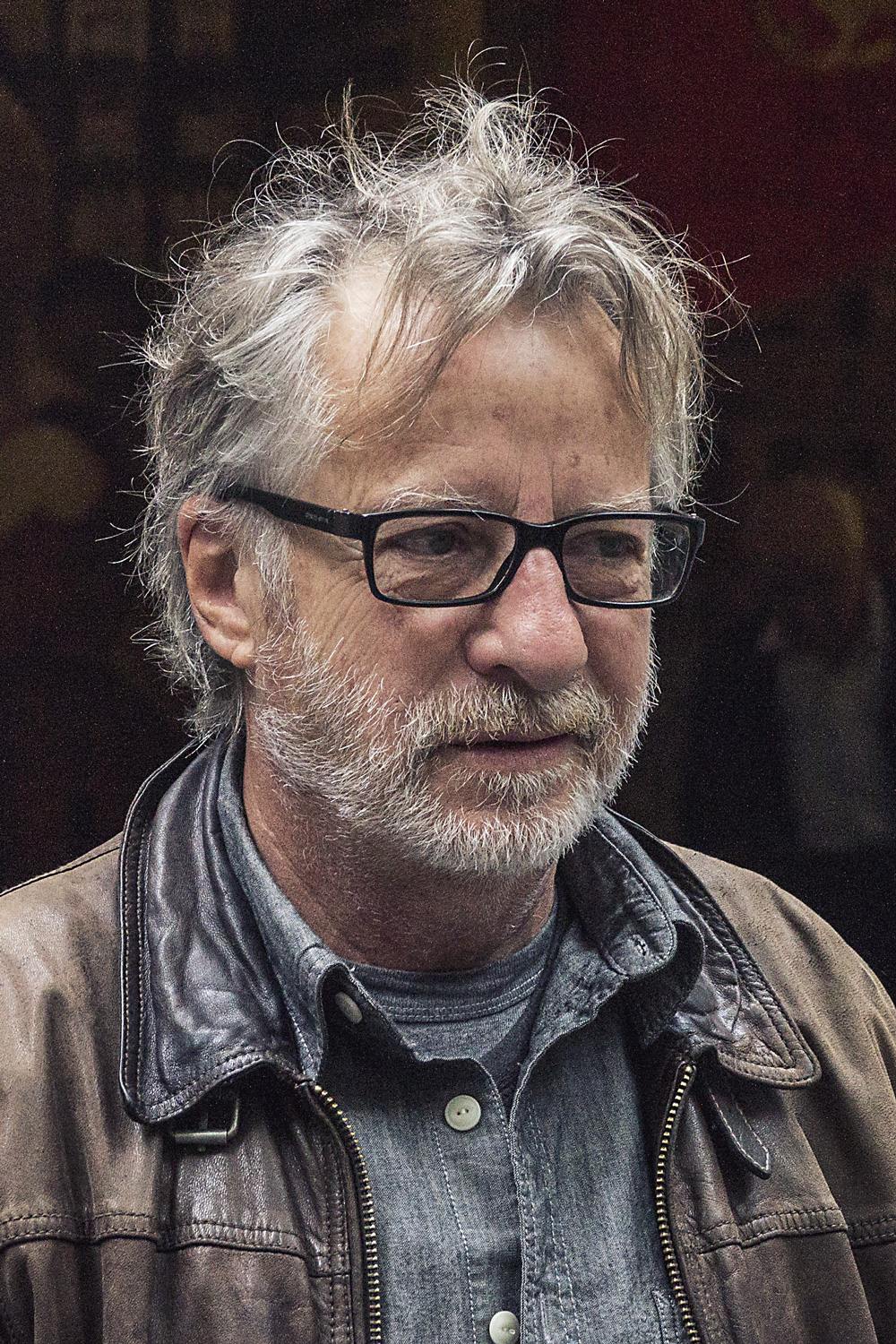
Javier Mariscal 2015

Javier Mariscal, född 9 februari 1950 i Valencia i Spanien, är en formgivare verksam sedan 1970 i Barcelona. Mariscal har bland annat skapat Cobi, hunden som var maskot för Olympiska spelen 1992 i Barcelona. Han har också skapat den nuvarande rossymbolen för de svenska socialdemokraterna.